# 松殿道基
松殿 道基（まつどの みちもと）は、江戸時代前期の公卿。官位は正二位・権大納言。関白九条幸家と豊臣完子の三男で二条康道・九条道房は兄。幼名は千世鶴。江戸幕府3代将軍徳川家光と徳川和子（東福門院）の甥に当たる。

## 経歴
長兄康道は大叔父の二条昭実の養子として二条家を相続、次兄道房が父の後継者として実家の九条家を相続することが決められ、千世鶴は寛永11年（1634年）7月8日に元服して道基に改名、正五位下に叙され、29日に再興された松殿家を継いだ。寛永18年（1641年）5月9日に左近衛少将、6月3日に従四位下、11月16日に正四位下に昇格、12月2日に左近衛中将に任ぜられた。翌寛永19年（1642年）1月5日に従三位、3月2日には権中納言に任命、寛永20年（1643年）1月11日に権大納言に任命され、6月2日に名を道昭と改めた。同年9月7日に右近衛大将、9月16日に正三位に叙され踏歌内弁にもなった。
松殿家再興には母方の叔父（母の異父弟）の将軍徳川家光の助力があったとされ、家光が寛永11年に上洛して7月上旬から8月上旬まで京都に滞在中、閏7月13日に家光へ謝意を述べるため二条城に向かった父に連れられ家光と面会、翌寛永12年（1635年）2月8日にも父と共に江戸城へ向かい家光へ謝意を示している。これに対し幕府からは厚遇され、寛永13年（1636年）10月に家光から知行1000石を与えられ、寛永18年には一代限りだが摂家としての待遇も認められ、摂政・関白になることを許された。
以後も位階の昇進は続き寛永21年（1644年）1月10日に従二位、翌正保2年（1645年）10月18日に正二位へと進み、正保3年（1646年）3月2日に婚約者の徳川頼房の娘との縁談も進むが、急激に体調を崩し、回復しないまま6月12日に32歳で父に先立って薨去、子が無かったため松殿家は一代で再び断絶した。同時期には次兄も体調が悪化、正保4年（1647年）1月10日に薨去した。
父がパトロンをしていた京狩野の画家狩野山雪と2人の兄共々交流していたことが日記『松殿卿記』に確認され、寛永19年4月13日条の記事に山雪が道基（道昭）に面会したことが記されている。2人の間の具体的な関係は不明だが、道昭の死後の正保4年に父が山雪へ命じた東福寺所蔵の明兆筆三十三身観音像の内、欠けていた2幅の補作は道房・道昭兄弟の冥福を祈るためだったとされ、4年後の慶安4年（1651年）6月に行われた東福寺塔頭の常楽庵の洪鐘改鋳も同じ意味を込めて正保4年から計画されたと推測されている。

## 系譜
- 父：九条幸家（1586-1665）
- 母：豊臣完子（1592-1658） - 豊臣秀勝の娘
- 婚約者：通子（1624-1664） - 恵了院。徳川頼房の長女